# Damian D'Oliveira
Pour les articles homonymes, voir Oliveira.
Damian Basil D'Oliveira est un joueur de cricket anglais d'origine sud-africaine né le 19 octobre 1960 au Cap en Afrique du Sud, et mort le 29 juin 2014. Sa famille s'installe en Angleterre lorsque son père, Basil D'Oliveira, Métis du Cap donc « Coloured » dans une société régie par l'apartheid, devient joueur professionnel avant de devenir membre de l'équipe d'Angleterre. Batteur, Damian D'Oliveira effectue l'intégralité de sa carrière avec le Worcestershire County Cricket Club entre 1982 et 1995, et occupe ensuite divers postes d'entraîneur au sein du club.

## Biographie
Damian D'Oliveira naît le 19 octobre 1960 sur les flancs de Signal Hill, au Cap, en Afrique du Sud, dans une famille de Métis du Cap au temps de l'apartheid, avant de grandir en Angleterre. Il est le fils de Basil et Naomi D'Oliveira. En cette année 1960, son père, qui pratique le cricket dans les compétitions dans lesquelles peuvent prendre les joueurs de couleur mais ne peut pas disputer les compétitions officielles, réservées aux Blancs, dispute sa première saison professionnelle en Angleterre pendant que sa femme est enceinte. En 1961, les D'Oliveira et leur fils s'installent en Angleterre, dans le Lancashire, où Basil est alors professionnel. Celui-ci joue ensuite de 1964 à 1980 avec le Worcestershire County Cricket Club de 1966 à 1980 avant d'y devenir entraîneur.
Damian D'Oliveira passe l'intégralité de sa carrière au sein du Worcestershire. Il débute avec l'équipe première en 1982. Il dispute cette saison-là son premier match répertorié « first-class » contre le Zimbabwe. Il marque son premier century à ce niveau, 102 courses, en 1983 contre le Middlesex. Il dépasse la barre des 1 000 courses dans le County Championship à quatre reprises dans sa carrière : 1985, 1986, 1987 et 1990. Il remporte, avec le club, le County Championship et la Sunday League à deux reprises et la Benson & Hedges Cup et le NatWest Trophy une fois. Son « benefit year », année au cours de laquelle son club organise des événements à son profit, a lieu en 1993, en même temps que pour Martin Weston.
Après sa carrière de joueur, il occupe divers postes d'entraîneur pour le Worcestershire, cumulant les postes de directeur du centre de formation, entraîneur-adjoint de l'équipe première et manager de l'équipe réserve. Ses trois fils Dominic, Marcus et Brett font chacun un temps partie des équipes de jeunes du club. Le benjamin, Brett, signe un contrat professionnel et dispute son premier match avec l'équipe première en 2011. C'est la première fois dans l'histoire du Worcestershire que trois générations d'une même famille jouent pour le club.

## Bilan sportif

### Principales équipes
| Équipe                      | First-class | List A      |
| --------------------------- | ----------- | ----------- |
| Worcestershire (Angleterre) | 1982 - 1995 | 1982 - 1995 |

### Statistiques
Damian D'Oliveira dispute en tout 234 rencontres catégorisées « first-class », marquant 9 504 courses à la moyenne de 27,62. Son meilleur score à ce niveau est 237 courses. Il l'atteint en 1991 contre l'équipe de l'Université d'Oxford. S'y ajoutent 265 matchs catégorisés list A pour 4 822 courses à la moyenne de 22,96.